# Bistreț (gmina)
Bistreț – gmina w Rumunii, w okręgu Dolj. Obejmuje miejscowości Bistreț, Bistrețu Nou, Brândușa i Plosca. W 2011 roku liczyła 4356 mieszkańców.